# 褰帳
褰帳（けんちょう）は、即位、朝賀など大礼の時に高御座の御帳を褰げ開くこと、またはその役の女官のことで褰帳命婦の略である。帳上げ（とばりあげ）ともいう。

## 概要
「内裏式」には、「褰帳命婦二人、内親王以下三位已上為之、若無者王氏四位五位亦得」とある。のち神祇伯の王氏の女性に定まり、褰帳の女王といった。
当日、諸員着席ののち、褰帳1人ずつ左右に分かれ、北面東西の戸からはいって着座、天皇の高御座着座ののち、執翳女嬬が左右おのおの9人が御前に進んで翳を奉じると、褰帳命婦が東西の階を昇り、高御座の帳を褰げる。その褰げ方は高御座の南方の一間のみを褰げ、女官が内から助けて針で端を留め、八の字形に開いた。式の終った時もまた執翳女嬬が翳を奉じたのち、進んで帳を垂れ、そののち、天皇は後房に帰りはいった。

## 即位時の褰帳表
始めは女王２名をあてていたが、後に女王１名、典侍１名となり、院政期に至り、伯家の女王（左）と乳母である典侍（右）が務める慣例が定着した。
| 天皇       | 左                                   | 右                                   |
| ---------- | ------------------------------------ | ------------------------------------ |
| 清和天皇   | 坂子女王                             | 重子女王                             |
| 陽成天皇   | 簡子女王（時康親王の娘）             | 康子女王（本康親王の娘）             |
| 光孝天皇   | 媞子女王                             | （不明）                             |
| 宇多天皇   | （不明）                             | （不明）                             |
| 醍醐天皇   | 姣子女王（陽成天皇の配偶者）         | （不明）                             |
| 朱雀天皇   | 研子女王（克明親王の娘）             | 明子女王（元良親王の娘）             |
| 村上天皇   | 麗子女王（重明親王の娘）             | 馨子女王（有明親王の娘）             |
| 冷泉天皇   | 平子女王（元利親王の娘）             | 典侍大江皎子（大江維時の娘）         |
| 円融天皇   | 亭子（亮子）女王                     | 典侍藤原貴子（藤原守義の娘）         |
| 花山天皇   | 慶子女王（章明親王の娘）             | 明子女王（盛明親王の娘）             |
| 一条天皇   | 典侍藤原貴子（藤原守義の娘）         | 良子女王（佐頼王の娘）               |
| 三条天皇   | 典侍橘清子（乳母）                   | 典侍藤原芳子（神祇伯秀頼王の娘）     |
| 後一条天皇 | 一品宮々君（章明親王の娘）           | 神祇伯季頼王の娘                     |
| 後朱雀天皇 | 長子女王                             | 典侍藤原高子（藤原近信の娘）         |
| 後冷泉天皇 | 永子女王（清仁親王の娘）             | 典侍藤原頼子（藤原頼親の娘）         |
| 後三条天皇 | 信子女王（小一条院女王）             | 典侍藤原行子（藤原実経の娘）         |
| 白河天皇   | 小一条院女王                         | 典侍藤原経子（藤原経平の娘）         |
| 堀河天皇   | 居子女王（敦賢親王の娘）             | 從五位藤原兼子（乳母・藤原顕綱の娘） |
| 鳥羽天皇   | 典侍源仁子（神祇伯康資王の娘）       | 典侍藤原長子（藤原顕綱の娘）         |
| 崇徳天皇   | 仁子女王（輔仁親王の娘）             | 典侍藤原宗子（乳母・藤原隆宗の娘）   |
| 近衛天皇   | 敞子（徽子）女王（白河院の娘）       | 典侍藤原家子（乳母・藤原家政の娘）   |
| 後白河天皇 | 顕子女王（正親正顕広王の娘）         | 典侍源重子（源公里の娘）             |
| 二条天皇   | 源有子（源有仁の娘）                 | 典侍源重子（乳母・藤原光保の娘）     |
| 六条天皇   | 信子女王（神祇伯顕広王の娘）         | 典侍藤原邦子（乳母・藤原邦綱の娘）   |
| 高倉天皇   | 延子女王（正親正顕行王の娘）         | 典侍藤原綱子（乳母・藤原邦綱の娘）   |
| 安徳天皇   | 仲子女王（神祇伯顕広王の娘）         | 典侍藤原輔子（乳母・藤原邦綱の娘）   |
| 後鳥羽天皇 | 広子女王（神祇伯仲資王の娘）         | 典侍高階愷子（乳母・高階清章の娘）   |
| 土御門天皇 | 清子女王（神祇伯仲資王の娘）         | 典侍藤原家子（藤原家通の娘）         |
| 順徳天皇   | 業子女王（神祇伯仲資王の娘）         | 典侍別当局（乳母・藤原定経女経子？） |
| 後堀河天皇 | 康子（寧子）女王（神祇伯仲資王の娘） | 典侍藤原宗子（乳母・藤原基宗の娘）   |
| 四条天皇   | 宗子女王（神祇伯資宗王の娘）         | 藤原衡子                             |
| 後嵯峨天皇 | 経子女王（神祇伯資基王の娘）         | 典侍藤原能子（乳母・四条隆親室）     |
| 後深草天皇 | 吉子女王（神祇伯資宗王の娘）         | 典侍藤原近子（四条隆親の娘）         |
| 亀山天皇   | 登子女王（神祇伯資基王の娘）         | 典侍藤原近子                         |
| 後宇多天皇 | 幸子女王（神祇伯資基王の娘）         | 典侍平業子                           |
| 伏見天皇   | 典侍登子女王（神祇伯資基王の娘）     | 典侍藤原隆子                         |
| 後伏見天皇 | 仲子女王（神祇伯資緒王の娘）         | 典侍（権中納言俊宣の娘）             |
| 後二条天皇 | 載子女王（神祇伯業顕王の娘）         | 典侍藤原経子                         |
| 花園天皇   | 通子女王（神祇伯資通王の娘）         | 典侍藤原為子（京極為教の娘）         |
| 後醍醐天皇 | 瑃子女王（神祇伯業顕王の娘）         | 典侍藤原氏（甘露寺定房の娘）         |
| 光厳天皇   | 資子女王（神祇伯業顕王の娘）         | 典侍藤原名子（日野資名の娘）         |
| 光明天皇   | 資子女王（神祇伯業顕王の娘）         | 典侍藤原氏                           |
| 崇光天皇   | 継子女王（神祇伯資継王の娘）         | 典侍藤原慶子                         |
| 後光厳天皇 | 治子女王（神祇伯業清王の娘）         | 典侍藤原宣子                         |
| 後円融天皇 | 某女王（神祇伯顕邦王の娘）           | 典侍（藤原氏）                       |